# Achonry
Achonry is een plaats in het Ierse graafschap Sligo. De plaats telt ca 1100 inwoners. Het dorp was in het verleden de zetel van het rooms-katholieke bisdom Achonry. In de 19e eeuw werd de zetel verplaatst naar Ballaghadereen. Achonry was tot 1998 nog wel een van de zetels van het gecombineerde bisdom Tuam, Killala en Achonry van de Church of Ireland.